# Coccidohystrix insolita
Coccidohystrix insolita är en insektsart som först beskrevs av Green 1908.  Coccidohystrix insolita ingår i släktet Coccidohystrix och familjen ullsköldlöss. Inga underarter finns listade i Catalogue of Life.